# Beckley (East Sussex)
Beckley – wieś w Anglii, w hrabstwie East Sussex, w dystrykcie Rother. Leży 79 km na południowy wschód od Londynu. W 2011 roku civil parish liczyła 1037 mieszkańców.